# 学校法人永原学園
学校法人永原学園（がっこうほうじんながはらがくえん）とは、佐賀県佐賀市神園三丁目18-15に事務局を置く学校法人。理事長は福元文香。1946年に「佐賀栄養専門学院」が創立され、1954年に「学校法人永原学園」が認可された。

## 設置学校
- 西九州大学
- 西九州大学短期大学部
- 西九州大学福祉医療専門学校（募集停止中）
- 西九州大学佐賀調理製菓専門学校
- 西九州大学附属三光幼稚園
- 西九州大学附属三光保育園